# Portret kanonika Ramóna Pignatellego
Portret kanonika Ramóna Pignatellego (hiszp. Retrato del canónigo Ramón Pignatelli) – obraz olejny hiszpańskiego malarza Francisca Goi (1746–1828). Portret przedstawia hiszpańskiego duchownego i człowieka oświecenia Ramóna Pignatellego. Pignatelli, podobnie jak Goya, pochodził z Aragonii.

## Opis obrazu
Przedłużone popiersie na neutralnym tle jest uznawane za namalowane z natury i wykończone studium przygotowawcze do portretu całopostaciowego. José Gudiol sugeruje, że obraz mógł powstać krótko po ukończeniu wielkoformatowego portretu, jako jego mniej monumentalna wersja. Pignatelli ma na sobie perukę i czarny kaftan z koloratką; ubiór właściwy dla kanonika. Na piersi widoczny jest krzyż Orderu Karola III. Portretowany ma około 46 lat, patrzy wprost na widza, jego inteligentne spojrzenie jest zarazem stanowcze i badawcze.
Portret ten powstał w uznaniu pracy Pignatellego nad budową Kanału Aragońskiego, ważnego dla regionów Aragonii i Nawarry projektu hydraulicznego. Został mianowany protektorem projektu, który z pasją nadzorował i wcielał w życie. Namalowany w latach 1790–1791 portret został zamówiony przez zarząd kanału i upamiętniał zakończenie budowy. Całopostaciowy obraz należał do rodziny portretowanego, prawdopodobnie został wywieziony do Włoch przez hrabiego de la Viñaza i sprzedany, po czym zaginął. Jeszcze za życia Goi powstało kilka replik portretu en pied, m.in. pędzla Alejandra de la Cruz i Narcisa Lalany. Ta ostatnia może być oryginałem Goi przemalowanym przez Lalanę. Istnieją także kopie mniejszych rozmiarów, m.in. obraz pochodzący z kolekcji aragońskiego poligrafa Hilarióna Gimeno y Fernández-Vizarra.

## Proweniencja

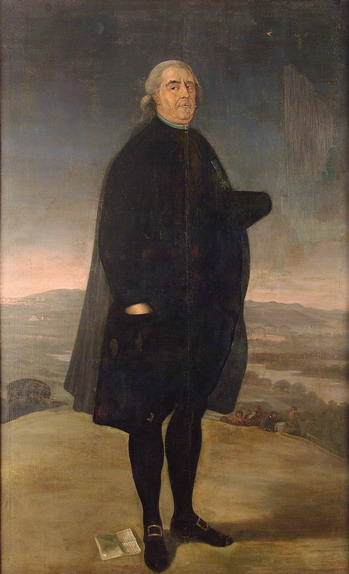
Portret en pied pędzla Alejandra de la Cruz, kopia zaginionego oryginału Goi

Popiersie kanonika należało do przyjaciela Goi, Aragończyka Martina Zapatera. Obraz odziedziczył jego krewny Francisco Zapater y Gómez, od którego zakupił go Valentín Carderera do kolekcji książąt de Villahermosa.